# Percival Proctor
Die Percival Proctor ist die militärische Ableitung aus der Percival Vega Gull. Sie wurde vornehmlich als Kommunikations- und Schulungsmaschine eingesetzt.
Der Erstflug der dreisitzigen Maschine erfolgte 1939 und es wurden im Anschluss 245 Stück der Proctor I an die Royal Air Force geliefert. Später folgten die Proctor II und III. Die weiterentwickelte Proctor IV hatte Platz für vier Personen.

## Varianten
- S. 28 Proctor I: dreisitziges Verbindungs-, Funk- und Navigationsschulflugzeug für die Royal Air Force, 147 gebaut
- S. 28 Proctor IA: dreisitziges Schulflugzeug mit Doppelsteuerung zur Schulung von Decklandungen und als Ausbildungsflugzeug für Funker der Fleet Air Arm mit Stauplatz für ein Schlauchboot und Marineinstrumenten, 100 gebaut
- S. 29 Proctor: Ein Flugzeug wurde versuchsweise zu einem leichten Bomber umgebaut, die Bomben wurden unter den Tragflächen angebracht
- S. 30 Proctor II: dreisitziges Ausbildungsflugzeug für Funker, 175 gebaut (darunter 112 IIA-Flugzeuge für die Royal Navy)
- S. 34 Proctor III: dreisitziges Ausbildungsflugzeug für Funker des Bomber Command, 437 gebaut
- P.31 Proctor IV: viersitziges Ausbildungsflugzeug mit vergrößertem Rumpf, 258 gebaut
- Proctor 5: viersitziges ziviles Kleinflugzeug, 150 gebaut. RAF-Bezeichnung war Proctor C.Mk 5
- Proctor 6: mit Schwimmern ausgerüstet, 1 gebaut

## Produktionszahlen
Die Proctor wurde in Großbritannien bei Percival in Luton und Hills & Sons, Trafford Park gebaut.
| Version | Percival | Hills | Summe |
| ------- | -------- | ----- | ----- |
| Mk I    | 336      | 25    | 361   |
| Mk II   |          | 100   | 100   |
| Mk III  |          | 437   | 437   |
| Mk IV   | 6        | 245   | 251   |
| Summe   | 342      | 807   | 1149  |

| Jahr              | Anzahl |
| ----------------- | ------ |
| 1939              | 18     |
| 1940              | 309    |
| 1941              | 75     |
| 1942              | 240    |
| 1943              | 258    |
| 1944              | 183    |
| bis 31. Juli 1945 | 66     |
| Summe             | 1149   |

## Militärische Nutzung
Australien
- Royal Australian Air Force

 Belgien
- Belgische Luftkomponente – 4 P.31C wurden im Juni 1947 geliefert, eine im Oktober und eine im März 1948[2]

 Kanada
- Royal Canadian Air Force

 Dänemark
- Flyvevåbnet 6 P.44 Mk. III von November 1945 bis November 1951. Dies war das erste Flugzeug der dänischen Luftwaffe nach dem Zweiten Weltkrieg.

 Frankreich
- Armée de l’air

 Italien
- Aeronautica Militare

 Jordanien
- Royal Jordanian Air Force

 Libanon
- Luftstreitkräfte des Libanon

 Niederlande
- Royal Netherlands Air Force – eine Mk III wurde im Juni 1946 geliefert, und 10 Proctor IV im Juni 1947, diese wurden bis 1953 als Verbindungsflugzeuge eingesetzt[3]

 Polen
- Polnische Streitkräfte im Westen einige Maschinen als Verbindungsflugzeuge

 Syrien
- Syrische Luftstreitkräfte

 Tschechoslowakei
- Tschechoslowakische Luftwaffe im Exil 1 Maschine wurde von 1944 bis 1945 verwendet

 Vereinigtes Königreich
- Royal Air Force
- Fleet Air Arm

 Vereinigte Staaten
- United States Army Air Forces – Von der RAF als Verbindungsflugzeug in Großbritannien ausgeliehen

## Technische Daten
| Kenngröße             | Daten                                               |
| --------------------- | --------------------------------------------------- |
| Besatzung             | 1                                                   |
| Passagiere            | 2                                                   |
| Länge                 | 8,59 m                                              |
| Spannweite            | 12,04 m                                             |
| Höhe                  | 2,21 m                                              |
| Flügelfläche          | 18,77 m²                                            |
| Flügelstreckung       | 7,7                                                 |
| Leermasse             | 1075 kg                                             |
| max. Startmasse       | 1588 kg                                             |
| Reisegeschwindigkeit  | 225 km/h                                            |
| Höchstgeschwindigkeit | 257 km/h                                            |
| Dienstgipfelhöhe      | 4265 m                                              |
| Reichweite            | 805 km                                              |
| Triebwerk             | 1 × de Havilland Gipsy Queen II mit 157 kW (213 PS) |